# Luciano Michetti Ricci
Luciano Michetti Ricci (Castiglion Fiorentino, 1929 – Roma, 25 marzo 2009) è stato un giornalista e regista italiano.

## Biografia
Dopo aver lavorato al Giornale del Mattino di Firenze, nel 1965 si trasferisce a Roma ed entra in RAI.
Nel 1969 realizza I nuovi divi (sul fenomeno del divismo nel mondo della canzone) e nel 1972, con la collaborazione di Eco e Giammanco, tre puntate di Anche senza parole, esplorando il tema dei linguaggi non verbali.
Esperto di cinema muto, cura cicli sui film di Buster Keaton e Douglas Fairbanks, accompagnati da dibattiti e interviste con registi e scrittori. L'inchiesta I giorni del Guatemala del 1973 precede un altro impegnativo lavoro sul cinema del 1975: Cinematografo: i favolosi primi vent'anni, in tredici puntate, frutto di ricerche negli archivi cinematografici negli Stati Uniti e in Europa.
Con la riforma della RAI passa alla seconda rete, dove si dedica anche alla satira politica con I trita eccellenze (1976) e con il film Del resto, fu un'estate meravigliosa (con la partecipazione di Benigni, Verdone, Salvatores, i Giancattivi, quasi tutti esordienti). Ha poi realizzato la rubrica pomeridiana Tabù tabù, mettendo alla berlina celebri conduttori come Mike Bongiorno ed Enzo Tortora.

## Attività professionale

### Filmografia e programmi TV realizzati per la RAI
- 1967, Caterina la raccattacanzoni, Documentario su Caterina Bueno Regia di Luciano Michetti Ricci e F. Bolzoni - Prod. Toni De Gregorio, Premiato - contributo ministeriale - 11' (cinema)
- 1968, Sonatina (Esercizio I) - 1' (inedito)
- 1969, I nuovi divi - Inchiesta sul divismo
- 1969, L'altra faccia della canzone 50'
- 1969, Giovani sì, giovani no
- 1972, Un grande comico: Buster Keaton, 50', A cura di Luciano Michetti Ricci, Presentazione di Mario Soldati, musiche composte da Giovanni Tommaso
- 1973, Anche senza parole , Un programma di Luciano Michetti Ricci (collaborazione di G. Pelloni)
- 1973, I giorni del Guatemala, Realizzato insieme a R. Giammanco, Trasmesso anche in Francia, Polonia, etc.
- America anni Venti: Douglas Fairbanks Presentazioni e commenti in studio con D. Maraini, S. Leone, P. Pintus, D. De Masi
- 1975, Cinematografo - I favolosi primi vent'anni  Un programma di Luciano Michetti Ricci , 13 puntate - 2h e 30 c.a. - Presenta Umberto Orsini
- 1976, Ore 18, A cura di Luciano Michetti Ricci, Rubrica pomeridiana - Conduce G. Bisiach
- Sì, no, perché  (“Ore 18” cambia titolo in “Sì, no, perché”)
- Sì, no, perché speciale, II sesso a scuola - In studio G. Bisiach (16 luglio), I tritaeccellenze - Realizzato con Siniscalchi e L. Pinna (22 luglio), Sulla satira, dall'avanspettacolo a Dario Fo nel "Fanfani rapito", Vietato invecchiare - Realizzato con L. Pinna e M. Perez (22 ottobre)
- 1977, Licenza di ridere USA di Luciano Michetti Ricci (insieme a R. Giammanco) - 50' (1º gennaio)
- Cronache di una città violenta (Detroit), Film inchiesta di Luciano Michetti Ricci (insieme a R. Giammanco) - 60' (24/3)
- Del resto, fu un'estate meravigliosa, Quasi un film satirico di Luciano Michetti Ricci, Trasmesso il 21 dicembre 1977 - 60'
- 1978, Tabù Tabù, di Luciano Michetti Ricci (e Roberto Sbaffi). Satira dei personaggi televisivi, da Mike Bongiorno ad Enzo Tortora. Rubrica del sabato pomeriggio, 8 puntate di 60' - Presenta S. Satta Flores 8 aprile, 15 aprile, 22 aprile, 29 aprile, 6 maggio, 20 maggio, 27 maggio, 3 giugno
- 1979, Un'estate dei ragazzi, Servizio non firmato 27' (5 novembre) per la rubrica "Spazio dispari" di R.Sbaffi e A. M. Xerry de Caro
- 1980, Cineclub
- 1981, Intervista a W. Schroeter Nel programma di Ninì Perno - Rete 3 - 25 / 11
- Aurora (1927), Trasmesso la prima volta il 25 novembre con una presentazione/intervista di Luciano Michetti Ricci a Giovanni Spagnoletti.
- 1982, Conservatorio - Il giorno del saggio, regia firmata con lo pseudonimo Augusto Pardi. Per la rubrica "Tutti in scena" - Rete 3 - 27' Servizio realizzato insieme a Teo Usuelli - Con Abbado e Cambissa.
- Hollywood anni 20: gli ultimi fuochi del muto Presenta G. Spagnoletti -	 Rete 3 - 91'
- 1984 Cinque minuti su Onorato , In "Almanacco del giorno dopo", TG1, 31/1 (replicato il 31/1/1987)
- Piccolo collezionismo Partecipazione alla rubrica di F.Pasqualino e G. Amerighi Puntata sul cinema con F. Sanvitale - Radio 1 - Spazio DSE – 18/5 - h.14,30
- II mistero di Debussy Testo e regia firmati con pseudonimo di Augusto Pardi La mostra "Debussy e il simbolismo" a Villa Medici (per la rubrica “Diapason" - Rete 3 - 8')
- Un Prometeo alla ricerca del suono Testo e regia firmati con pseudonimo di Augusto Pardi Il "Prometeo" di L. Nono a Venezia (per la rubrica “Diapason” - Rai 3 - 9')
- Le avventure del giovane compositore Come si arriva a far pubblicare le proprie composizioni Testo e regia firmati con pseudonimo di Augusto Pardi (per "Diapason" - Rai 3 - 13/11)
- Berunhmte Italienische Opernchore Regia esterni di Luciano Michetti Ricci - 1h e 15' Con orchestra e balletto del Maggio Musicale Fiorentino Rete 2 tedesca 25/12 ore 23,10 (replica 28/12 ore 10,23 su 1° e 2° programma)
- 1985, I sogni oscuri di Donatoni alla Scala (“Atem”) per "Diapason” - Rai 3 - 12/3 - 11'
- A lezione da Ligeti (Paderno del Grappa e Asolo) per "Diapason” - Rai 3 - 3/4 - 14'
- A Padova nell'officina della musica col computer per "Diapason” - Rai 3 - 2/7 - 15'

| Controllo di autorità | VIAF (EN) 2949150470090204330009 · ISNI (EN) 0000 0003 9598 1608 · BNF (FR) cb149271370 (data) |